# Louis B. Goodall

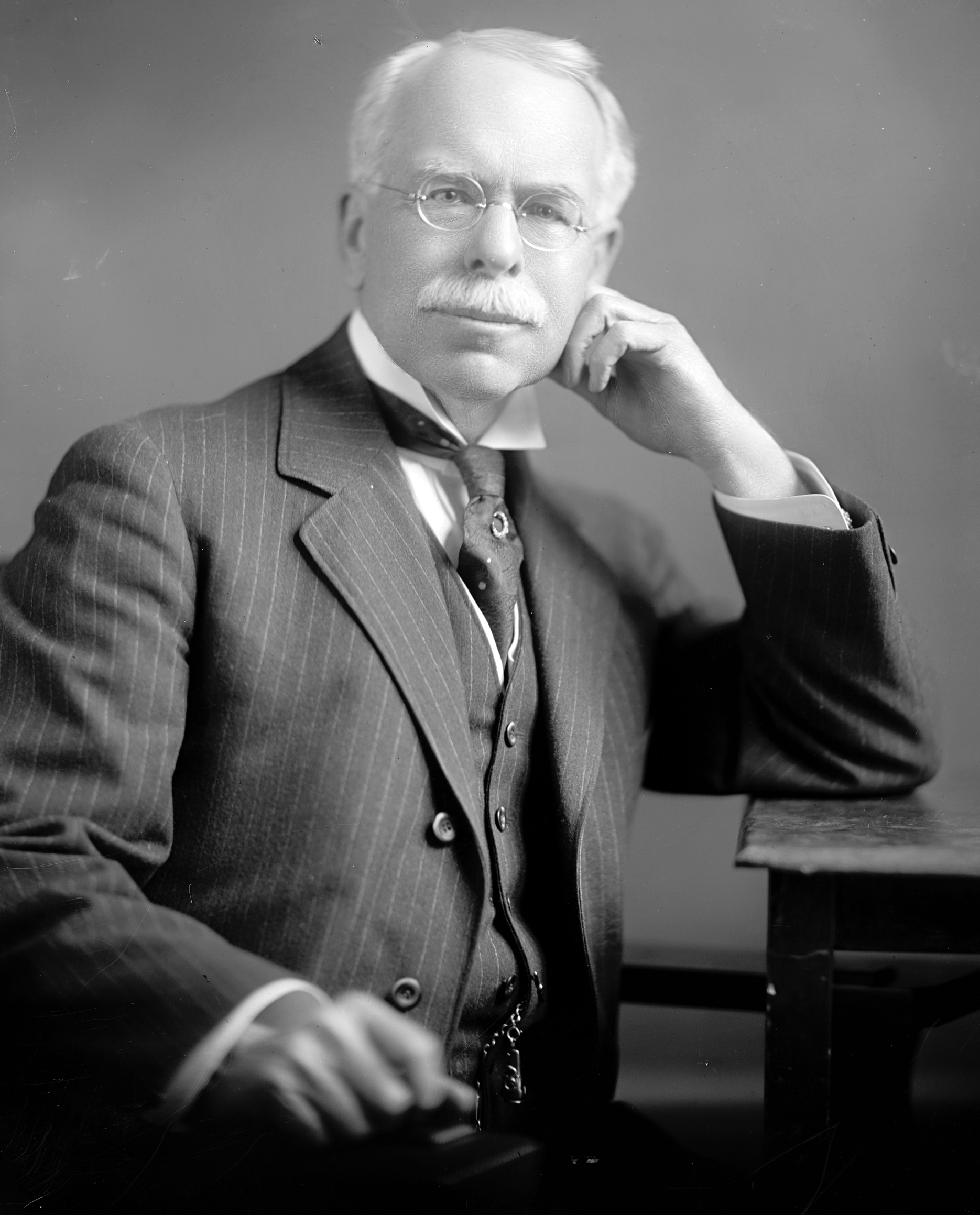
Louis B. Goodall

Louis Bertrand Goodall (* 23. September 1851 in Winchester, Cheshire County, New Hampshire; † 26. Juni 1935 in Sanford, Maine) war ein US-amerikanischer Politiker. Zwischen 1917 und 1921 vertrat er den Bundesstaat Maine im US-Repräsentantenhaus.

## Werdegang
Noch als Kleinkind zog Louis Goodall mit seinen Eltern im Jahr 1852 nach Troy, wo er auf die öffentlichen Schulen ging. In den Jahren 1862 und 1863 besuchte er in Thompson (Connecticut) auch private Schulen. Danach studierte er bis 1866 am Vermont Episcopal Institute in Burlington (Vermont). Nach einer weiteren privaten Schule in England beendete Goodall seine Ausbildung im Jahr 1870 an der Kimball Union Academy in Meridian (New Hampshire). Danach stieg er in Sanford in den Betrieb seines Vaters ein.
Ab 1874 war Louis Goodall in der Wollverarbeitungsindustrie tätig. Außerdem war er am Eisenbahngeschäft beteiligt. Im weiteren Verlauf gründete er die Kleiderfabrik Goodall Worsted Co. Goodall war ab 1896 Präsident der Sanford National Bank. Im Jahr 1904 leitete er die Delegation des Staates Maine bei der Louisiana Purchase Exposition, der in St. Louis anlässlich der 100-Jahr-Feier des Louisiana Purchase abgehaltenen Weltausstellung. 1909 war Goodall Mitglied im Beraterstab von Gouverneur Bert Fernald.
Politisch war Goodall Mitglied der Republikanischen Partei. 1916 wurde er im ersten Wahlbezirk von Maine in das US-Repräsentantenhaus in Washington, D.C. gewählt. Dort trat er am 4. März 1917 die Nachfolge von Asher Hinds an. Nach einer Wiederwahl im Jahr 1918 konnte er bis zum 3. März 1921 zwei Legislaturperioden im Kongress absolvieren. Ab 1919 war er Vorsitzender des zweiten Wahlausschusses (Committee on Elections No. 2). Seine erste Amtszeit im Repräsentantenhaus war von den Ereignissen des Ersten Weltkriegs bestimmt. Außerdem wurden während Goodalls Zeit im Kongress der 18. und der 19. Verfassungszusatz beraten und verabschiedet. Dabei ging es um das Alkoholverbot und die bundesweite Einführung des Frauenwahlrechts.
Im Jahr 1920 verzichtete Goodall auf eine erneute Kandidatur. Er kehrte nach Sanford zurück, wo er sich wieder seinen geschäftlichen Interessen widmete. Dort ist er am 26. Juni 1935 auch verstorben.